# 51e cérémonie du Deutscher Filmpreis
La 51e cérémonie des Deutscher Filmpreis, organisée par la Deutsche Filmakademie (« Académie du film allemand »), s'est déroulée le 22 juin 2001.

## Palmarès
- Meilleur film :
  -  Contrôle d'identité (Die innere Sicherheit) de Christian Petzold
  -  Crazy de Benjamin Lebert
  -  La Princesse et le Guerrier (Der Krieger und die Kaiserin) de Tom Tykwer
  - Alaska.de de Esther Gronenborn
  - L'Expérience (Das Experiment) de Oliver Hirschbiegel
  - Gran Paradiso de Miguel Alexandre